# Schoenoplectiella praelongata
Schoenoplectiella praelongata är en halvgräsart som först beskrevs av Jean Louis Marie Poiret, och fick sitt nu gällande namn av Kaare Arnstein Lye. Schoenoplectiella praelongata ingår i släktet Schoenoplectiella och familjen halvgräs. Inga underarter finns listade i Catalogue of Life.